# إيزولا سانت أنتونيو
إيزولا سانت أنتونيو (بالإيطالية: Isola Sant'Antonio)‏ هي بلدية في مقاطعة ألساندريا في إقليم بييمونتي في إيطاليا.

## السكان
في سنة 1861 بلغ عدد السكان 1٬242 نسمة، وتطور العدد ليصل في سنة 2011 لـ 734 نسمة.
يظهر هذا المخطط البياني تطور النمو السكاني لـ إيزولا سانت أنتونيو